# Alchemilla coruscans
Alchemilla coruscans är en rosväxtart som beskrevs av Robert Buser. Alchemilla coruscans ingår i släktet daggkåpor, och familjen rosväxter. Utöver nominatformen finns också underarten A. c. subpectinata.